# Caspiocuma campylaspoides
Caspiocuma campylaspoides is een zeekommasoort uit de familie van de Pseudocumatidae. De wetenschappelijke naam van de soort is voor het eerst geldig gepubliceerd in 1897 door Sars.